# Descloizita
La descloizita, també anomenada ramirita, és un mineral de la classe dels vanadats. Va ser descobert el 1854 a la Serra de Còrdova (Argentina). Augustin Alexis Damour li va donar nom en honor del mineralogista francès Alfred Lewis Oliver Legrand Des Cloizeaux (1817-1897), el primer que la va descriure. Pertany a l'anomenat grup de l'adelita-descloizita de minerals.

## Característiques
La descloizita és un mineral vanadat de zinc i plom. Pel que fa al seu hàbit, els cristalls poden ser piramidals o prismàtics, i més rarament tabulars o prismàtics curts. És molt comú que les cares dels cristalls siguin desiguals o aspres, amb freqüents creixements subparal·lels. Forma comunament crostes en drusa de cristalls amb intercreixement; també pot aparèixer amb forma d'estalactita o massiva amb una estructura fibrosa gruixuda i superfícies mamel·lars o botrioides.
La descloizita és l'anàleg amb zinc de la mottramita, així com l'anàleg amb vanadat de l'arsendescloizita. Amb la mottramita forma una sèrie de solució sòlida substituint gradualment el zinc per coure. És molt freqüent que la descloizita no sigui pura sinó que porti impureses de coure.
Segons la classificació de Nickel-Strunz, la descloizita pertany a «08.BH: Fosfats, etc. amb anions addicionals, sense H₂O, amb cations de mida mitjana i gran, (OH, etc.):RO₄ = 1:1» juntament amb els següents minerals: thadeuita, durangita, isokita, lacroixita, maxwellita, panasqueiraita, tilasita, drugmanita, bjarebyita, cirrolita, kulanita, penikisita, perloffita, johntomaita, bertossaita, palermoita, carminita, sewardita, adelita, arsendescloizita, austinita, cobaltaustinita, conicalcita, duftita, gabrielsonita, nickelaustinita, tangeita, gottlobita, hermannroseita, čechita, mottramita, pirobelonita, bayldonita, vesignieita, paganoita, jagowerita, carlgieseckeita-(Nd), attakolita i leningradita.

## Formació i jaciments
És un mineral secundari que apareix sovint en les zones d'oxidació de jaciments de metalls bàsics, sobretot en dipòsits d'altres minerals de vanadi. Altres minerals als quals apareix sovint associat són carintita, vanadinita, wulfenita, piromorfita, mottramita, mimetita o cerussita. Als territoris de parla catalana ha estat descrita a la mina Maria Magdalena (Ulldemolins, Priorat).

## Varietats
- Descloizita cúprica, una varietat que conté coure també anomenada cuprodescloizita. Segons l'Associació Mineralògica Internacional es tracta d'un terme innecessari per a un membre de la sèrie Descloizita-Mottramita amb Zn>Cu.[5]
- Dechenita, una varietat que conté l'ió arsenat, amb fórmula PbZn(VO₄,AsO₄)(OH).[6]